# Världsarv i Portugal

I Portugal finns idag 17 världsarv – 16 kulturarv och 1 naturarv - vilka har utsetts av FN-organet Unescos världsarvskommitté.                                                                                                          Landets första världsarv var Centrala delen av staden Angra do Heroismo (Azorerna), Klostret i Batalha och Klostret i Tomar.

Portugal ratificerade världsarvskonventionen den 30 september 1980.

| Bild | Namn                                                    | Plats               |
|      | Vinregionen Alto Douro (2001)                           | Douroregionen       |
|      | Centrala delen av staden Angra do Heroismo(1983)        | Terceira (Azorerna) |
|      | Klostret i Tomar (1983)                                 | Tomar               |
|      | Kulturlandskapet Sintra (1995)                          | Sintra              |
|      | Garnisonsgränsstaden Elvas och dess befästningar (2012) | Elvas               |
|      | Évoras historiska centrum (1986)                        | Évora               |
|      | Guimarães historiska centrum (2001)                     | Guimarães           |
|      | Portos historiska centrum (1996                         | Porto               |
|      | Ön Picos vingårdslandskap (2004)                        | Pico (Azorerna      |
|      | Klostret i Alcobaça (1989)                              | Alcobaça            |
|      | Klostret i Batalha (1983)                               | Batalha             |
|      | Hieronymusklostret och Belemtornet i Lissabon (1983)    | Lissabon            |
|      | Côadalens hällristningar (1998, 2010)                   | Douroregionen       |
|      | Palatset i Mafra (2019)                                 | Mafra               |
|      | Pilgrimskyrkan Bom Jesus do Monte (2019)                | Braga               |
|      | Coimbras universitet - Alta och Sofia (2013)            | Coimbra             |
|      | Madeiras Laurisilva (1999)                              | Madeira             |